# Out of Myself
Out of Myself es el disco debut de la banda polaca de metal progresivo Riverside, publicado el 21 de septiembre de 2004. Fue el primer disco publicado en el sello The Laser's Edge, y desde entonces ha ganado reconocimiento como uno de los mejores discos progresivos del nuevo siglo. Es el primer álbum de la trilogía Reality Dream, que se compone de este y los discos Second Life Syndrome y Rapid Eye Movement.

## Lista de canciones
1. "The Same River" - 12:01
2. "Out of Myself" - 3:42
3. "I Believe" – 4:14
4. "Reality Dream" - 6:15
5. "Loose Heart" - 4:50
6. "Reality Dream II" - 4:45
7. "In Two Minds" - 4:38
8. "The Curtain Falls" - 7:59
9. "OK" – 4:46

- Datos: Q2534746